# César al millor curtmetratge de ficció
El César al millor curtmetratge de ficció (originalment en francès César du meilleur court métrage de fiction) és un premi cinematogràfic francès atorgat per l'Académie des Arts et Techniques du Cinéma.
Es va atorgar amb aquest nom entre el 1977 i el 1991, ambdós inclosos, però a partir del 1992 es va fusionar amb el César al millor curtmetratge d'animació i el César al millor curtmetratge documental, creant-se el César al millor curtmetratge.
A partir del 2022 s'ha tornat a l'antiga denominació.

## Palmarès
- Font: Pàgina oficial del premi.

#### Dècada del 1970
| Any                             | Títol original | Títol en català                   | Director | Pais |
| ------------------------------- | -------------- | --------------------------------- | -------- | ---- |
| 1977                            |                |                                   |          |      |
| Comment ça va je m'en fous      | -              | François de Roubaix               | França   |      |
| Chaleur d'été                   | -              | Jean-Louis Leconte                | França   |      |
| Le destin de Jean-Noël          | -              | Gabriel Auer                      | França   |      |
| L'enfant prisonnier             | -              | Jean-Michel Carré                 | França   |      |
| L'hiver approche                | -              | Georges Bensoussan                | França   |      |
| La nuit du beau marin peut-être | -              | Frank Verpillat                   | França   |      |
| 1978                            |                |                                   |          |      |
| 500 grammes de foie de veau     | -              | Henri Glaeser                     | França   |      |
| Le blanc des yeux               | -              | Henry Colomer                     | França   |      |
| Je veux mourir pour la patrie   | -              | Jean Paul Sartre i Mosco Boucault | França   |      |
| Sauf dimanches et fêtes         | -              | François Ode                      | França   |      |
| Temps souterrain                | -              | David Andréas                     | França   |      |
| 1979                            |                |                                   |          |      |
| Dégustation maison              | -              | Sophie Tatischeff                 | França   |      |
| Le Chien de M. Michel           | -              | Jean-Jacques Beineix              | França   |      |
| Jeudi 7 avril                   | -              | Peter Kassovitz                   | França   |      |
| L'ornière                       | -              | François Dupeyron                 | França   |      |

#### Dècada del 1980
| Any                          | Títol original            | Títol en català                  | Director   | Pais |
| ---------------------------- | ------------------------- | -------------------------------- | ---------- | ---- |
| 1980                         |                           |                                  |            |      |
| Colloque de chiens           | -                         | Raúl Ruiz Pino                   | Xile       |      |
| Nuit féline                  | -                         | Gérard Marx                      | França     |      |
| Sibylle                      | -                         | Robert Cappa                     | França     |      |
| 1981                         |                           |                                  |            |      |
| Toine                        | -                         | Edmond Séchan                    | França     |      |
| Le bruit des jambes de Lucie | -                         | Anne Quesemand                   | França     |      |
| La découverte                | -                         | Arthur Joffé                     | França     |      |
| Vive la mariée               | -                         | Patrice Noïa                     | França     |      |
| 1982                         |                           |                                  |            |      |
| Les photos d'Alix            | Les fotografies de l'Alix | Jean Eustache                    | França     |      |
| Cher Alexandre               | -                         | Anne Lemonier                    | França     |      |
| Le rat noir d'Amérique       | -                         | Jérôme Enrico                    | França     |      |
| The subtil concept           | -                         | Gérard Krawczyk                  | França     |      |
| 1983                         |                           |                                  |            |      |
| Bluff                        | -                         | Philippe Bensoussan              | França     |      |
| Canta Gitano                 | -                         | Tony Gatlif                      | França     |      |
| Merlin ou le cours de l'or   | -                         | Arthur Joffé                     | França     |      |
| La saisie                    | -                         | Yves-Noël François               | França     |      |
| 1984                         |                           |                                  |            |      |
| Star Suburb                  | -                         | Stéphane Drouot                  | França     |      |
| Coup de feu                  | -                         | Magali Clement                   | França     |      |
| Panique au montage           | -                         | Olivier Esmein                   | França     |      |
| Toro Moreno                  | -                         | Gérard Krawczyk                  | França     |      |
| 1985                         |                           |                                  |            |      |
| Première classe              | -                         | Mehdi El Glaoui                  | França     |      |
| La combine de la girafe      | -                         | Thomas Gilou                     | França     |      |
| Homicide by night            | -                         | Gérard Krawczyk                  | França     |      |
| Oiseau de sang               | -                         | Frédéric Ripert                  | França     |      |
| Premiers mètres              | -                         | Pierre Levy                      | França     |      |
| 1986                         |                           |                                  |            |      |
| Grosse                       | -                         | Brigitte Roüan                   | França     |      |
| La consultation              | -                         | Radovan Tadic                    | Iugoslàvia |      |
| Dialogue de sourds           | -                         | Bernard Nauer                    | França     |      |
| Juste avant le mariage       | -                         | Jacques Deschamps                | França     |      |
| Le livre de Marie            | El llibre de Maria        | Anne-Marie Mieville              | Suïssa     |      |
| 1987                         |                           |                                  |            |      |
| La Goula                     | -                         | Roger Guillot                    | França     |      |
| Alger la blanche             | -                         | Cyril Collard                    | França     |      |
| Les arcandiers               | -                         | Manuel Sanchez                   | França     |      |
| Bel ragazzo                  | -                         | Georges Bensoussan               | França     |      |
| Bocetta revient de guerre    | -                         | Jean-Pierre Sinapi               | França     |      |
| Bol de jour                  | -                         | Henri Gruvman                    | França     |      |
| Le bridge                    | -                         | Gilles Dagneau                   | França     |      |
| Deobernique                  | -                         | Celia Canning i Raymond Gourrier | França     |      |
| Joseph M                     | -                         | Jacques Cluzaud                  | França     |      |
| Le maître chanteur           | -                         | Mathias Ledoux                   | França     |      |
| Pauline épaulettes           | -                         | Stéphanie de Mareuil             | França     |      |
| La poupée qui tousse         | -                         | Farid Lahouassa                  | França     |      |
| Sur le talus                 | -                         | Laurence Ferreira Barbosa        | França     |      |
| Synthétique opérette         | -                         | Olivier Esmein                   | França     |      |
| Torero hallucinogène         | -                         | Stéphane Clavier                 | França     |      |
| Triple sec                   | -                         | Yves Thomas                      | França     |      |
| Une fille                    | -                         | Henri Herré                      | França     |      |
| Zambinella                   | -                         | Catherine Galodé                 | França     |      |
| 1988                         |                           |                                  |            |      |
| Présence féminine            | -                         | Eric Rochant                     | França     |      |
| D'après Maria                | -                         | Jean-Claude Robert               | França     |      |
| Pétition                     | -                         | Jean-Louis Comolli               | França     |      |
| 1989                         |                           |                                  |            |      |
| Lamento                      | -                         | François Dupeyron                | França     |      |
| Bing Bang                    | -                         | Eric Woreth                      | França     |      |
| New York 1935                | -                         | Michèle Ferrand-Lafaye           | França     |      |
| Une femme pour l'hiver       | -                         | Manuel Flèche                    | França     |      |

#### Dècada del 1990
| Any                 | Títol original | Títol en català | Director | Pais |
| ------------------- | --- | --- | --- | --- |
| 1990                | | | | |
| Lune froide         | - | Patrick Bouchitey | França | |
| Ce qui me meut      | - | Cédric Klapisch | França | |
| Vol nuptial         | - | Dominique Crevecoeur | França | |
| 1991                | | | | |
| Foutaises           | - | Jean-Pierre Jeunet | França | |
| Deux pièces cuisine | - | Philippe Harel | França | |
| Final               | - | Irène Jouannet | França | |
| Uhloz               | - | Guy Jacques | França | |
| 1992                | A partir d'aquest any es van unificar el curt de ficció i el curt d'animació per ser només millor curtmetratge, mantenint-se així fins al 2022. | A partir d'aquest any es van unificar el curt de ficció i el curt d'animació per ser només millor curtmetratge, mantenint-se així fins al 2022. | A partir d'aquest any es van unificar el curt de ficció i el curt d'animació per ser només millor curtmetratge, mantenint-se així fins al 2022. | A partir d'aquest any es van unificar el curt de ficció i el curt d'animació per ser només millor curtmetratge, mantenint-se així fins al 2022. |

#### Dècada del 2020
| Any                           | Títol original | Títol en català       | Director | Pais |
| ----------------------------- | -------------- | --------------------- | -------- | ---- |
| 2022                          |                |                       |          |      |
| Les Mauvais garçons           | -              | Elie Girard           | França   |      |
| L'Âge tendre                  | -              | Julien Gaspar-Oliveri | França   |      |
| Le Départ                     | -              | Saïd Hamich Benlarbi  | Marroc   |      |
| Des gens bien                 | -              | Maxime Roy            | França   |      |
| Soldat noir                   | -              | Jimmy Laporal-Trésor  | França   |      |
| 2023                          |                |                       |          |      |
| Partir un jour                | -              | Amélie Bonnin         | França   |      |
| Haut les cœurs                | -              | Adrian Moyse Dullin   | França   |      |
| Le Roi David                  | -              | Lila Pinell           | França   |      |
| Les Vertueuses                | -              | Stéphanie Halfon      | França   |      |
| 2024                          |                |                       |          |      |
| L'Attente                     | -              | Alice Douard          | França   |      |
| Boléro                        | -              | Nans Laborde-Jourdàa  | França   |      |
| Rapide                        | -              | Paul Rigoux           | França   |      |
| Les Silencieux                | -              | Basile Vuillemin      | Suïssa   |      |
| 2025                          |                |                       |          |      |
| L'Homme qui ne se taisait pas | -              | Nebojša Slijepčević   | Croàcia  |      |
| Boucan                        | -              | Salomé da Souza       | França   |      |
| Ce qui appartient à César     | -              | Violette Gitton       | França   |      |
| Queen Size                    | -              | Avril Besson          | França   |      |